# مارسيلو بيو
مارسيلو بيو (بالإسبانية: Marcelo Pío)‏ هو لاعب كرة قدم أرجنتيني في مركز الهجوم، ولد في 13 مايو 1996 في الأرجنتين. لعب مع Defensores Unidos ‏.

## وصلات خارجية
- مارسيلو بيو على موقع Soccerway.com (الإنجليزية)